# Amegilla godofredi
Amegilla godofredi es una especie de abeja excavadora perteneciente al género Amegilla, categorizada en la tribu Anthophorini, de la subfamilia Apinae. Fue descrita por el alemán Frédéric Jules Sichel en 1869.
Este ejemplar aparece publicado y registrado en una sección de Descriptions of New Species of Hymenoptera in the Collection of the British Museum de 1879 de los autores Smith y Frederick.

## Distribución
La especie se distribuye por el continente africano, principalmente en Cabo Verde.